# كيسوكي كورويوجي
كيسوكي كورويوجي (باليابانية: 黒氏 啓介) (مواليد 6 أبريل 1991)، هو لاعب كرة قدم ياباني سابق كان يلعب كلاعب وسط.

## وصلات خارجية
- كيسوكي كورويوجي على موقع رابطة كرة القدم اليابانية للمحترفين (اليابانية)